# Гашербрум III
Гашербрум III (7952 м) — вершина, находящаяся в многовершинном массиве Гашербрум хребта Балторо Музтаг горной системы Каракорум, расположенная на спорной территории Гилгит-Балтистан на границе с Синьцзян-Уйгурским автономным районом КНР. Вершина находится между горами Гашербрум II и IV.
Превышение Гашербрум III составляет 355 метров, что не соответствует общепринятым 500 метрам для определения независимости горной вершины, поэтому зачастую его рассматривают как субпик Гашербрум II. Однако, многие географы используют нижнее пороговое значение для определения независимости горы и рассматривают Гашербрум III как отдельную вершину, являющуюся 16-й по высоте в мире.
Гашербрум III был одним из самых высоких непокоренных вершин в мире до восхождение в 1975 году польской команды в составе, Ванды Руткевич, Элисон Чадвик-Онышкевич, Януша Онышкевича и Кшиштофа Житовецки.